# Václav Král
Václav Král (ur. 1980 w Czeskich Budziejowicach) – czeski polityk i menedżer. Absolwent Uniwersytetu Ekonomicznego w Pradze.
Od 2021 roku jest posłem Izby Poselskiej z ramienia Obywatelskiej Partii Demokratycznej. Jest członkiem parlamentarnego komitetu środowiska oraz parlamentarnego komitetu kontroli budżetu.